# Cressanges
Cet article possède un paronyme, voir Tressange.
Cressanges est une commune française rurale, située dans le département de l'Allier, en région Auvergne-Rhône-Alpes.
Ses habitants, au nombre de 637 au recensement de 2022, sont appelés les Cressangeois et les Cressangeoises.

## Géographie

### Localisation
Cressanges est située au centre du département de l'Allier, dans le Bocage bourbonnais.
Le territoire de la commune de Cressanges est limitrophe de sept autres communes :
| Noyant-d'Allier Châtillon | Souvigny   | Besson  |
|                           | Cressanges | Bresnay |
| Tronget                   | Treban     |         |

### Climat
Pour des articles plus généraux, voir Climat d'Auvergne-Rhône-Alpes et Climat de l'Allier.
En 2010, le climat de la commune est de type climat océanique dégradé des plaines du Centre et du Nord, selon une étude du CNRS s'appuyant sur une série de données couvrant la période 1971-2000. En 2020, Météo-France publie une typologie des climats de la France métropolitaine dans laquelle la commune est exposée à un climat océanique altéré et est dans la région climatique Centre et contreforts nord du Massif Central, caractérisée par un air sec en été et un bon ensoleillement.
Pour la période 1971-2000, la température annuelle moyenne est de 10,6 °C, avec une amplitude thermique annuelle de 16 °C. Le cumul annuel moyen de précipitations est de 797 mm, avec 11,1 jours de précipitations en janvier et 7 jours en juillet. Pour la période 1991-2020, la température moyenne annuelle observée sur la station météorologique de Météo-France la plus proche, « Bourbon_sapc », sur la commune de Bourbon-l'Archambault à 17 km à vol d'oiseau, est de 11,9 °C et le cumul annuel moyen de précipitations est de 777,2 mm,. Pour l'avenir, les paramètres climatiques de la commune estimés pour 2050 selon différents scénarios d'émission de gaz à effet de serre sont consultables sur un site dédié publié par Météo-France en novembre 2022.

## Urbanisme

### Typologie
Au 1er janvier 2024, Cressanges est catégorisée commune rurale à habitat très dispersé, selon la nouvelle grille communale de densité à 7 niveaux définie par l'Insee en 2022.
Elle est située hors unité urbaine. Par ailleurs la commune fait partie de l'aire d'attraction de Moulins, dont elle est une commune de la couronne,. Cette aire, qui regroupe 64 communes, est catégorisée dans les aires de 50 000 à moins de 200 000 habitants,.

### Occupation des sols

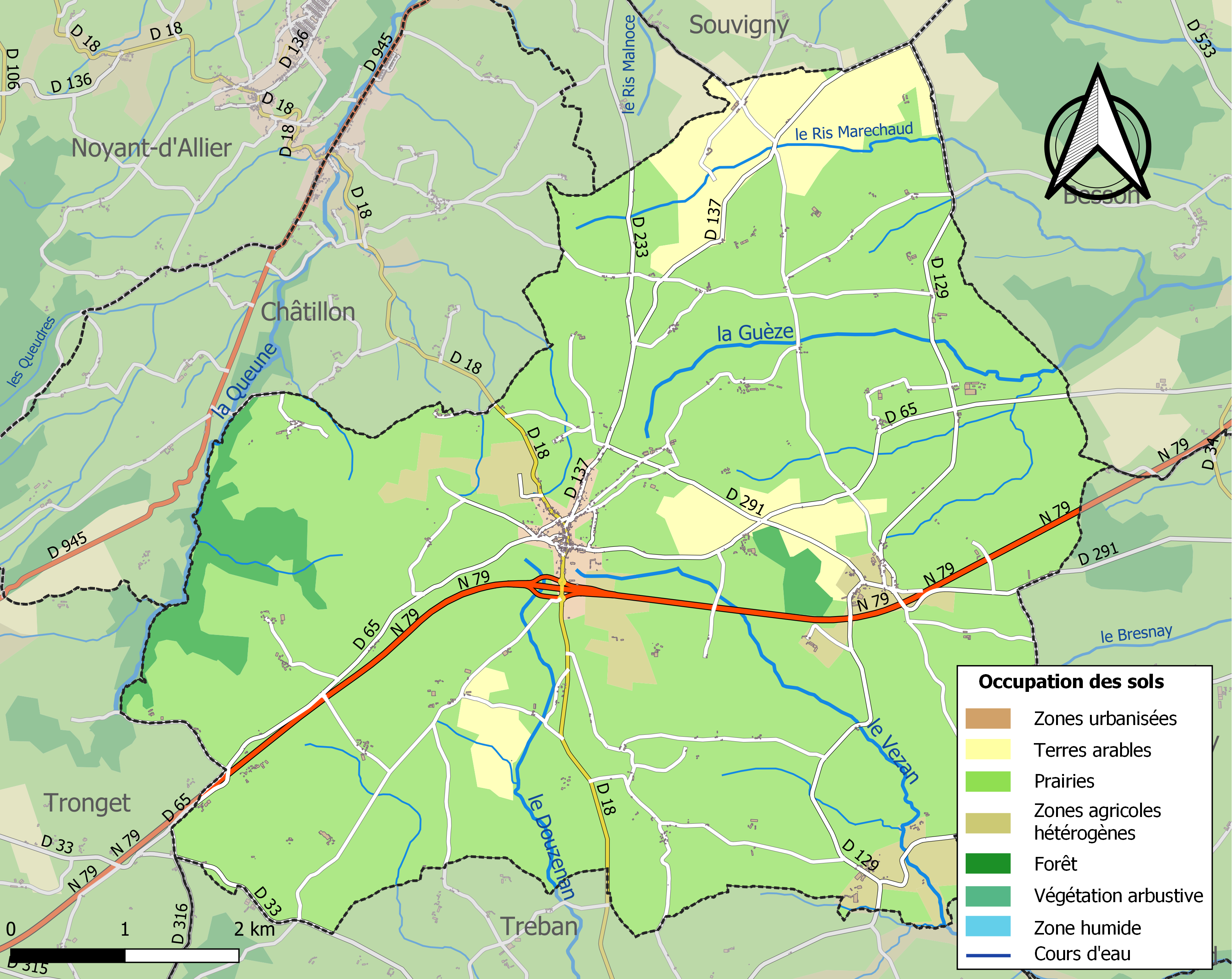
Carte des infrastructures et de l'occupation des sols de la commune en 2018 (CLC).

L'occupation des sols de la commune, telle qu'elle ressort de la base de données européenne d’occupation biophysique des sols Corine Land Cover (CLC), est marquée par l'importance des territoires agricoles (95,7 % en 2018), une proportion sensiblement équivalente à celle de 1990 (96,3 %). La répartition détaillée en 2018 est la suivante : prairies (83,6 %), terres arables (7,8 %), zones agricoles hétérogènes (4,3 %), forêts (3,2 %), zones urbanisées (1,1 %).
L'IGN met par ailleurs à disposition un outil en ligne permettant de comparer l’évolution dans le temps de l’occupation des sols de la commune (ou de territoires à des échelles différentes). Plusieurs époques sont accessibles sous forme de cartes ou photos aériennes : la carte de Cassini (XVIIIe siècle), la carte d'état-major (1820-1866) et la période actuelle (1950 à aujourd'hui).

### Logement
En 2020, la commune comptait 387 logements, contre 383 en 2014. Parmi ces logements, 73,6 % étaient des résidences principales, 6,7 % des résidences secondaires et 19,6 % des logements vacants. Ces logements étaient pour 96,6 % d'entre eux des maisons individuelles et pour 3,1 % des appartements.
La proportion des résidences principales, propriétés de leurs occupants était de 80 %, en hausse sensible par rapport à 2014 (79,6 %). Il n'existait aucun logement HLM loué vide.

### Voies de communication et transports

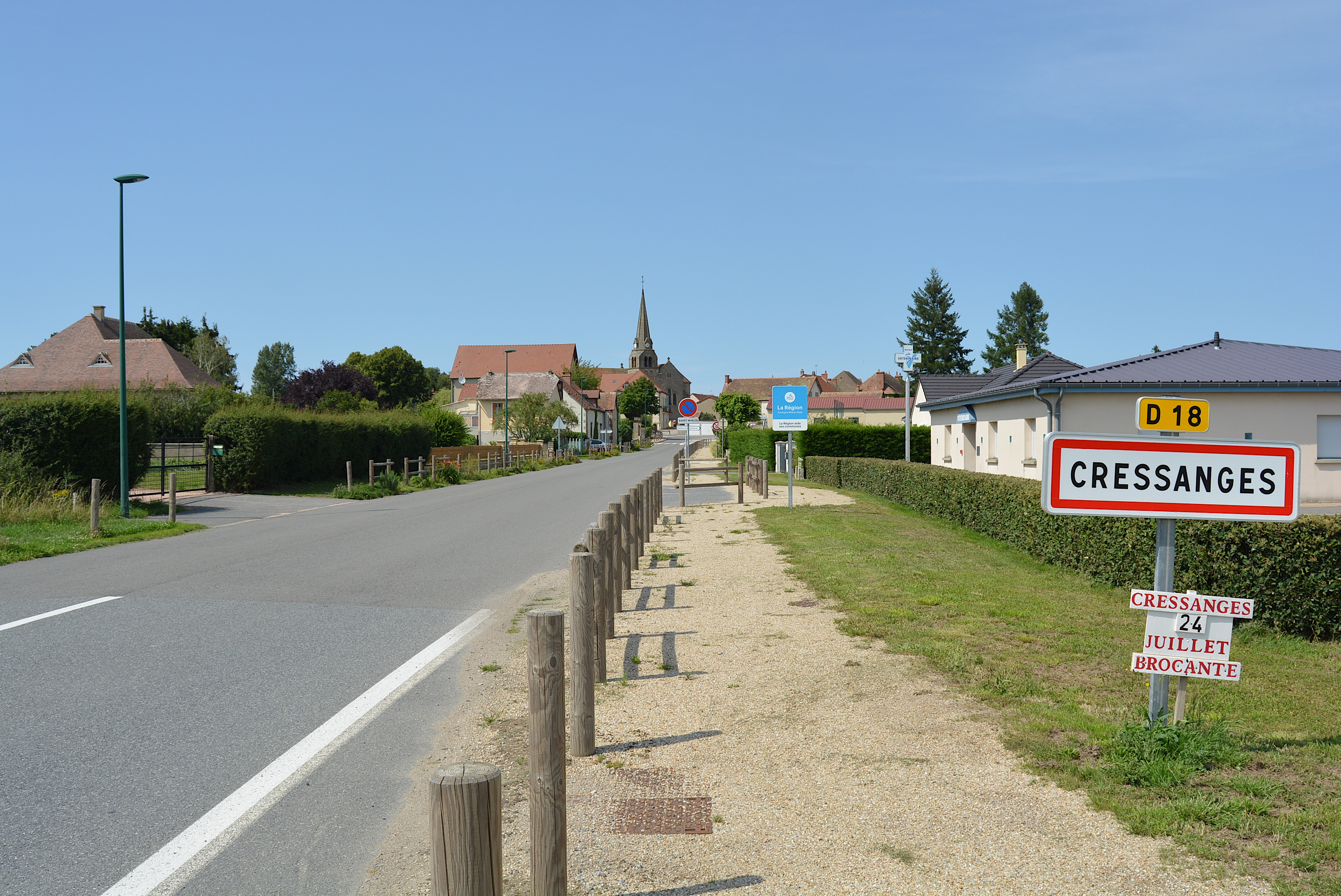
Entrée du bourg par la route départementale 18, en juillet 2022.

Cressanges est traversée par l'autoroute A79, section de la route européenne 62 qui permet de rejoindre Clermont-Ferrand, Montluçon, Mâcon et Moulins. Cette autoroute est issue de la transformation de la route nationale 79, section de la route Centre-Europe Atlantique (RCEA), et dispose d'une sortie (l'échangeur no 32) débouchant sur la route départementale (RD) 18  et desservant également l'aire de repos de Cressanges.
La RD 18 traverse la commune du sud vers le nord ; elle relie Saint-Pourçain-sur-Sioule et Treban au sud à Châtillon et Noyant-d'Allier au nord-ouest.
Le territoire communal est également traversé par les routes départementales 65 (en direction de Besson et Tronget), 129, 137 et 291.

## Toponymie
Le nom de la commune vient de Crixusanicas, nom de domaine d'un seigneur gaulois du nom de Crixus.

## Histoire
En 1827, l'ancienne commune de Comps est réunie à Cressanges.

## Politique et administration

### Découpage territorial
La commune de Cressanges est membre de la communauté de communes du Bocage Bourbonnais, un établissement public de coopération intercommunale (EPCI) à fiscalité propre créé le 1er janvier 2017 dont le siège est à Bourbon-l'Archambault. Ce dernier est par ailleurs membre d'autres groupements intercommunaux.
Sur le plan administratif, elle est rattachée à l'arrondissement de Moulins, au département de l'Allier, en tant que circonscription administrative de l'État, et à la région Auvergne-Rhône-Alpes. Avant le redécoupage cantonal, la commune faisait partie du canton du Montet.
Sur le plan électoral, elle dépend du canton de Souvigny pour l'élection des conseillers départementaux, depuis le redécoupage cantonal de 2014 entré en vigueur en 2015, et de la première circonscription de l'Allier pour les élections législatives, depuis le dernier découpage électoral de 2010 (troisième circonscription avant 2010).

### Élections municipales et communautaires

#### Élections de 2020
Le conseil municipal de Cressanges, commune de moins de 1 000 habitants, est élu au scrutin majoritaire plurinominal à deux tours avec candidatures isolées ou groupées et possibilité de panachage. Compte tenu de la population communale, le nombre de sièges à pourvoir lors des élections municipales de 2020 est de 15. La totalité des quinze candidats en lice est élue dès le premier tour, le 15 mars 2020, avec un taux de participation de 65,56 %.
Le conseil municipal, élu à la suite des élections municipales de 2020, est composé de quatre adjoints et de dix conseillers municipaux.

#### Liste des maires
| Période                                  | Période                         | Identité                | Étiquette  | Qualité |
| ---------------------------------------- | ------------------------------- | ----------------------- | ---------- | --- |
| Les données manquantes sont à compléter. |                                 |                         |            | |
|                                          |                                 | Anatole Filiozat        |            | |
|                                          | mars 1965                       | Philippe Ribier         |            | |
| mars 1965                                | 1977                            | Jean Delescluse         |            | |
| septembre 1977                           | mars 1979                       | Jacques Bordes          |            | |
| septembre 1978                           | mars 1989                       | Roger Ribier            |            | |
| mars 1989                                | mars 2008                       | Emmanuel Signoret       | ? puis UMP | |
| mars 2008                                | avril 2014                      | Véronique Berr          | DVD, SE    | |
| avril 2014                               | En cours (au 28 septembre 2023) | Marie-Françoise Lacarin | PCF        | Conseillère agricole en retraite Conseillère générale du canton du Montet (2004-2015) Conseillère départementale du canton de Souvigny depuis 2015 Vice-présidente de la communauté de communes du Bocage Bourbonnais |

## Équipements et services publics

### Enseignement
Cressanges dépend de l'académie de Clermont-Ferrand et fait partie d'un regroupement pédagogique intercommunal avec les communes de Châtillon et de Noyant-d'Allier.
L'école de Cressanges accueille les élèves de maternelle et des classes de CP et de CE1.
Les collégiens vont à Tronget et les lycéens à Moulins ou Yzeure.

### Culture
Une médiathèque est implantée sur la commune.

## Population et société

### Démographie
Les habitants de la commune sont appelés les Cressangeois et les Cressangeoises.

#### Évolution de la population
L'évolution du nombre d'habitants est connue à travers les recensements de la population effectués dans la commune depuis 1793. Pour les communes de moins de 10 000 habitants, une enquête de recensement portant sur toute la population est réalisée tous les cinq ans, les populations de référence des années intermédiaires étant quant à elles estimées par interpolation ou extrapolation. Pour la commune, le premier recensement exhaustif entrant dans le cadre du nouveau dispositif a été réalisé en 2005.

En 2022, la commune comptait 637 habitants, en évolution de +1,11 % par rapport à 2016 (Allier : −1,38 %, France hors Mayotte : +2,11 %).
| 1793 | 1800 | 1806 | 1821 | 1831  | 1836  | 1841  | 1846  | 1851  |
| ---- | ---- | ---- | ---- | ----- | ----- | ----- | ----- | ----- |
| 992  | 933  | 933  | 940  | 1 196 | 1 235 | 1 195 | 1 241 | 1 190 |

| 1856  | 1861  | 1866  | 1872  | 1876  | 1881  | 1886  | 1891  | 1896  |
| ----- | ----- | ----- | ----- | ----- | ----- | ----- | ----- | ----- |
| 1 178 | 1 214 | 1 261 | 1 405 | 1 536 | 1 584 | 1 648 | 1 582 | 1 519 |

| 1901  | 1906  | 1911  | 1921  | 1926  | 1931  | 1936  | 1946  | 1954  |
| ----- | ----- | ----- | ----- | ----- | ----- | ----- | ----- | ----- |
| 1 541 | 1 565 | 1 471 | 1 331 | 1 281 | 1 260 | 1 193 | 1 144 | 1 048 |

| 1962 | 1968 | 1975 | 1982 | 1990 | 1999 | 2005 | 2006 | 2010 |
| ---- | ---- | ---- | ---- | ---- | ---- | ---- | ---- | ---- |
| 971  | 884  | 710  | 693  | 715  | 670  | 661  | 661  | 670  |

| 2015 | 2020 | 2022 | - | - | - | - | - | - |
| ---- | ---- | ---- | - | - | - | - | - | - |
| 630  | 629  | 637  | - | - | - | - | - | - |

#### Pyramide des âges
En 2021, le taux de personnes d'un âge inférieur à 30 ans s'élève à 30,1 %, soit au-dessus de la moyenne départementale (29,0 %). À l'inverse, le taux de personnes d'âge supérieur à 60 ans est de 32,2 % la même année, alors qu'il est de 35,6 % au niveau départemental.
En 2021, la commune comptait 310 hommes pour 324 femmes, soit un taux de 51,10 % de femmes, légèrement inférieur au taux départemental (52,03 %).
Les pyramides des âges de la commune et du département s'établissent comme suit :
| Hommes | Classe d’âge | Femmes |
| ------ | ------------ | ------ |
| 0,3    | 90 ou +      | 2,2    |
| 7,1    | 75-89 ans    | 8,7    |
| 23,4   | 60-74 ans    | 22,7   |
| 22,4   | 45-59 ans    | 16,8   |
| 17,9   | 30-44 ans    | 18,4   |
| 12,0   | 15-29 ans    | 14,6   |
| 16,9   | 0-14 ans     | 16,5   |

| Hommes | Classe d’âge | Femmes |
| ------ | ------------ | ------ |
| 1,2    | 90 ou +      | 3      |
| 10     | 75-89 ans    | 13,4   |
| 21,3   | 60-74 ans    | 22     |
| 20,6   | 45-59 ans    | 19,6   |
| 15,7   | 30-44 ans    | 15     |
| 15,6   | 15-29 ans    | 12,9   |
| 15,7   | 0-14 ans     | 14     |

### Sports et loisirs

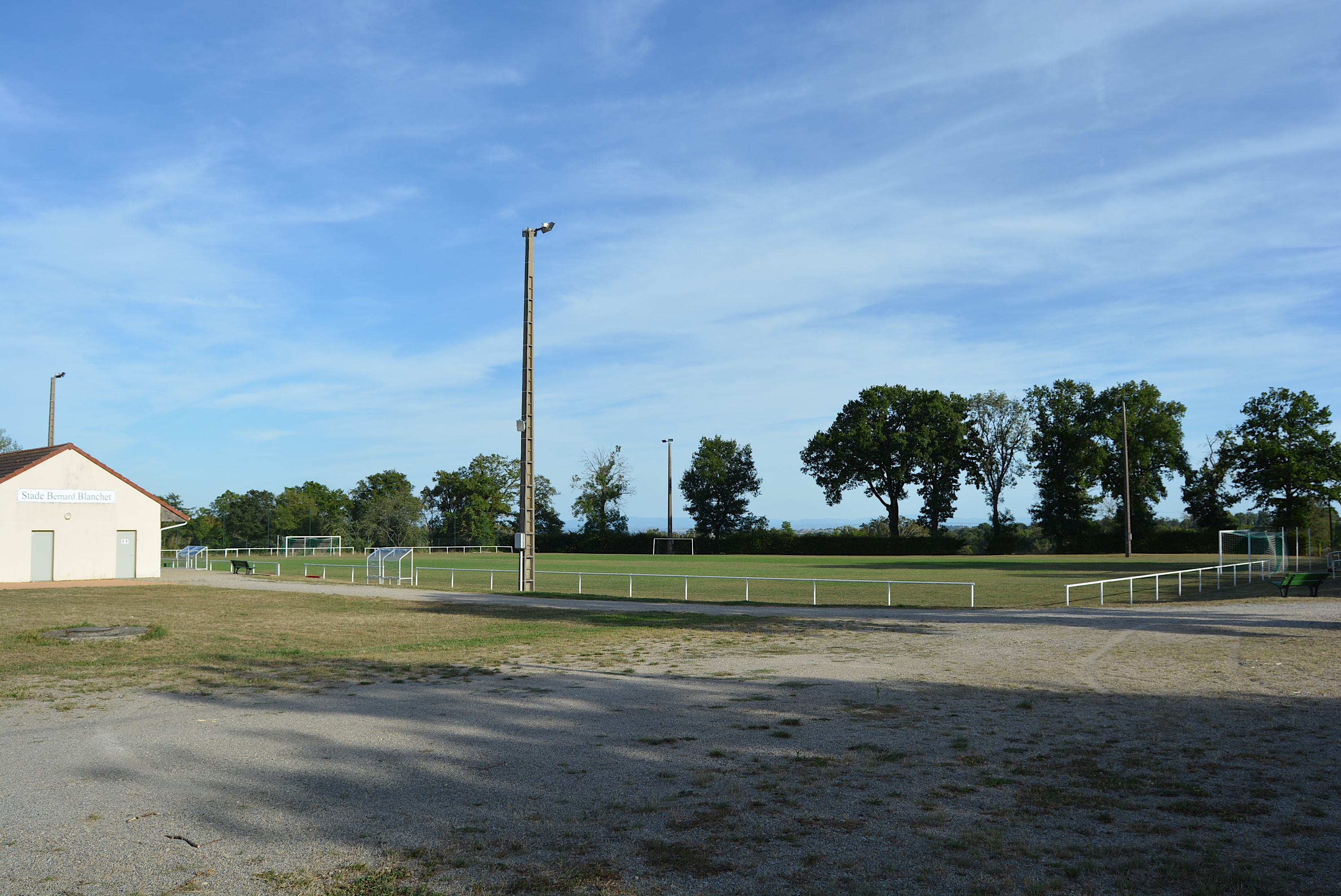
Stade de football Bernard-Blanchet.

Il existe un club de football (Étoile sportive cressangeoise), un club de gymnastique et un club de pétanque.

## Économie

### Emploi
En 2020, la population âgée de 15 à 64 ans s'élevait à 377 personnes, parmi lesquelles on comptait 75,1 % d'actifs dont 68,7 % ayant un emploi et 6,4 % de chômeurs.
On comptait 94 emplois dans la zone d'emploi. Le nombre d'actifs ayant un emploi résidant dans la zone étant de 261, l'indicateur de concentration d'emploi s'élève à 36,0 %, ce qui signifie que la commune offre moins d'un emploi par habitant actif.
202 des 260 personnes âgées de quinze ans ou plus (soit 77,7 %) sont des salariés. 23,1 % des actifs travaillent dans la commune de résidence.

### Entreprises
Au 31 décembre 2020, Cressanges comptait 26 unités légales, dont neuf dans le commerce de gros et de détail, les transports, l'hébergement et la restauration, cinq dans l'industrie (manufacturière, extractive et autres) et dans les activités spécialisées, scientifiques et techniques et les activités de services administratifs et de soutien.
En outre, elle comptait 47 établissements.

## Culture locale et patrimoine

### Lieux et monuments
À Cressanges, il y a un lavoir, une église Saint-Julien, un cimetière où se trouve le monument aux morts.
- Chapelle Giraudet de la Chaume-Petite.

### Personnalités liées à la commune
- Pierre Hippolyte Raynaud (Chareil-Cintrat, 1795 - Cressanges, 1876). Avocat, député de l'Allier (1830-1834 et 1839-1842), président du conseil général de l'Allier. Après 1842, il abandonna la politique et se retira dans sa propriété de Cressanges.
- Jeanne Cressanges, romancière, essayiste, scénariste a emprunté son nom de plume à la commune, distante de quelques kilomètres de Noyant-d'Allier où elle est née en 1929.
- Marie-Rose Simoni-Aurembou (1936-2012), linguiste et dialectologue, inhumée à Cressanges.